# Mohamad Reza Mirzai
Mohamad Reza Mirzai es un deportista iraní que compitió en atletismo adaptado. Ganó cuatro medallas de oro en los Juegos Paralímpicos de Verano entre los años 1996 y 2008.

## Palmarés internacional
| Juegos Paralímpicos | Juegos Paralímpicos      | Juegos Paralímpicos | Juegos Paralímpicos |
| Año                 | Lugar                    | Medalla             | Prueba              |
| ------------------- | ------------------------ | ------------------- | ------------------- |
| 1996                | Atlanta (Estados Unidos) | Medalla de oro      | Jabalina F56        |
| 2000                | Sídney (Australia)       | Medalla de oro      | Jabalina F57        |
| 2004                | Atenas (Grecia)          | Medalla de oro      | Jabalina F57        |
| 2008                | Pekín (China)            | Medalla de oro      | Jabalina F57/58     |